# 大塚志穗
大塚志穗（OTSUKA Shiho，1989年10月16日—），島根縣出生，日本女子曲棍球運動員，亦為日本國家女子曲棍球隊成員。畢業於横田中学校、横田高校及天理大学。

## 簡歷
2010年11月，大塚志穗代表日本出戰廣州亞運會，參加曲棍球比賽，奪得銅牌。